# Gestion de projet
La gestion de projet, est l'ensemble des activités visant à organiser le bon déroulement d’un projet et à en atteindre les objectifs en temps et en heures selon les objectifs visés. Elle consiste à appliquer les méthodes, techniques, et outils de gestion spécifiques aux différentes étapes du projet, de l'évaluation de l'opportunité jusqu'à l'achèvement du projet.
Cette activité porte également le nom de conduite de projet, pilotage de projet, ingénierie de projet, ou encore management de projet.

## Principes généraux

### Projets
De manière générale, on appelle projet « un ensemble d'activité qui nécessite une préparation en termes de temps et de moyens financiers pour l'aboutissement de ce programme ».
- selon l'ISO, « un projet est un ensemble unique de processus, constitués d’activités coordonnées et maîtrisées, ayant des dates de début et de fin, et entreprises pour atteindre les objectifs du projet. La réalisation des objectifs du projet requiert la fourniture de livrables conformes à des exigences spécifiques »[2]. Cette définition prône une approche par les processus, qui forment la base commune à un ensemble de normes ISO[4] ;
- selon le PMI, un projet est une « entreprise temporaire initiée dans le but de fournir un produit, un service ou un résultat unique ». Cette définition met ainsi l'accent sur les objectifs du projet, et le caractère unique de ceux-ci. L'unicité n'exclut pas une répétition de projets similaires (par exemple dans les industries dont le mode de production correspond au mode projet), mais souligne que l'approche de chaque projet nécessite d'être adapté en fonction de caractéristiques qui le rendent unique[5] ;
- selon PRINCE2, un projet est « une organisation temporaire, créée en vue de livrer un ou plusieurs produits du projet conformément à un cas d’affaire convenu ». Cette définition met en avant la composante organisationnelle des projets tout en soulignant la nécessité de répondre de façon viable à des objectifs économiques[6].

Les projets se distinguent des opérations. Les opérations sont réalisées au moyen de processus pérennes, continus et répétitifs et avec des ressources. Les projets, par essence, sont temporaires, ont des caractéristiques qui les rendent uniques (innovation, changement, caractéristiques du produit ou du service) et nécessitent une approche spécifique.
Un projet mobilise durant sa réalisation des ressources identifiées (humaines, matérielles, équipements, matières premières, informationnelles et financières).
Les résultats attendus du projet sont appelés fournitures, produits ou « livrables ».
Pour aider les gestionnaires de projet, il existe aujourd'hui beaucoup d'assistant virtuel pour accompagner la gestion de projet.

### Composantes de la gestion de projet
La gestion de projet s'apparente à la gestion en général, mais intègre le caractère temporaire et unique des projets. On distingue, :
- la gouvernance de projet, qui assure le pilotage stratégique du projet et qui définit le cadre dans lequel le projet s'inscrit, notamment les responsabilités, les mécanismes de prise de décision, et le budget ;
- les processus de gestion de projet, qui visent à gérer le projet et ses activités et qui ne dépendent pas du domaine métier auquel la gestion de projets est appliquée ;
- les processus de réalisation de produits, qui définissent le « cycle de vie du projet », et qui dépendent du domaine métier auquel la gestion de projets est appliquée (par exemple : le cycle de vie pour un projet de construction ne sera pas le même que le cycle de vie d'un projet informatique).

Les méthodes de gestion de projet généralistes sont indépendantes des processus de réalisation de produits. Il existe ainsi des normes et référentiels de gestion de projet généralistes comme le PMBOK (Project Management Body Of Knowledge), PRINCE2 (PRojects IN Controlled Environments), l'ICB (International project management association Competence Baseline), et le standard international ISO 21500. Ils fournissent des lignes directrices et des bonnes pratiques, et préconisent une adaptation des méthodes aux particularités de chaque projet. Les méthodes sectorielles de gestion de projet peuvent intégrer les trois composantes en incluant également des bonnes pratiques métier.
Lorsque la gestion de projet porte sur un ensemble de projets concourant à un même objectif, on parle de gestion de programme, de programme de projets, de direction de projet ou de gestion de portefeuille de projets suivant les industries et l'ampleur du projet concerné. Un programme est un regroupement de projets connexes ou apparentés dont la gestion est coordonnée afin d'obtenir des avantages, des bénéfices et une maîtrise du suivi, qui ne seraient pas possibles en traitant les projets individuellement. La gestion de programme est utilisée afin de coordonner, arrimer, concilier et faire le suivi de sorte que les projets ainsi regroupés puissent conserver leur contribution stratégique.
En pratique, « le projet est tourné vers l'objectif final, il doit être adaptable à des modifications fréquentes, mais maîtrisé et planifié. Donc toute modification doit rester planifiée. Et notamment, le projet doit rester dynamique et équilibrer continuellement les contraintes techniques, de coût et de délai ». C'est tout l'opérationnel et le tactique qui font qu'un projet aboutit dans un triangle représentant l'équilibre qualité-coût-délai (QCD).

### Acteurs de la gestion de projet
La gouvernance de projet est du ressort du commanditaire,,. Pour des projets plus importants, cette responsabilité peut être collectivement assurée par un comité de pilotage présidé par le commanditaire.
La gestion de projet fait appel à une grande diversité de réunions pour coordonner les actions. Il est possible de citer le kick off qui permet d’embarquer largement les parties prenantes au lancement des projets, les réunions, ou comités projet qui permettent à l’équipe projet de définir et suivre les plans d’actions, les comités de pilotage pour changer de phase et débloquer des situations, des revues de portefeuille projet et de programmes pour des organisations menant des projets en parallèle, des retours d’expérience pour consolider les apprentissages. Toutes ces réunions utilisent des techniques que l’on retrouve en réuniologie, notamment pour en définir l’objectif, la liste des participants, les modalités d’animation et de conclusion.
La responsabilité d'un projet est assuré par la personne chargée de coordonner les différents partenaires et de piloter les différentes étapes du projet. Cette personne exerce une fonction qui porte différentes appellations : chargé de projet, chef de projet, coordonnateur de projet, chargé de mission, responsable de projet, directeur de projet, gestionnaire de projet, administrateur de projet, etc. Ces appellations varient selon l'importance du projet, de l'expérience professionnelle, du niveau hiérarchique ou encore selon la structuration d'une entreprise ou d'une collectivité territoriale.
La réalisation d'un projet peut-être assurée, mais pas systématiquement, par une équipe de projet sous la responsabilité d'une personne responsable du projet.
Pour les projets plus complexes, l'équipe de projet peut être constituée de plusieurs équipes indépendantes, sous la responsabilité d'un chef d'équipe. Le chef de projet et les chefs d'équipes forment alors l'équipe de gestion de projet,, à laquelle peuvent être intégrés d'autres acteurs intervenant dans la coordination du projet.
Selon le contexte, des acteurs ou des organisations impliquées dans le projet peuvent se voir attribuer un rôle de maîtrise d'œuvre ou de maîtrise d'ouvrage (voir également fonctions de maîtrise d’ouvrage).
Les parties prenantes sont l'ensemble des acteurs directement impliqués dans le projet, ainsi que les acteurs extérieurs au projet et susceptible d'être concernés par le projet ou les résultats de celui-ci, quels que soient leur organisation d'origine et leur niveau hiérarchique. Les projets importants qui risquent d'avoir des impacts majeurs sur plusieurs requièrent parfois l'utilisation de logiciel de gestion des parties prenantes.

## Enjeux de la gestion de projet

### Résultats du projet
Le modèle de création de valeur consiste avant le projet à identifier et à sélectionner une opportunité. Le projet crée alors un produit qui répond à des objectifs. Une fois le projet fini, ce produit engendre par ses effets un résultat. Ce résultat permet alors sur le long terme de récolter des bénéfices.
Les produits du projet peuvent être :
- des ouvrages (par exemple : un tronçon d'autoroute, un pont) ;
- des produits tangibles ayant un caractère unique (par exemple : un avion fabriqué à la commande) ;
- des produits intangibles (par exemple : un logiciel, une campagne publicitaire, la conception d'un nouveau modèle de voiture) ;
- des services (par exemple : un déménagement, un événement promotionnel) ;
- un changement (par exemple : une opération de rationalisation interne complexe, à mise en phase du fonctionnement de deux entreprises après leur fusion, voire de deux États comme après la réunification allemande).

Les objectifs peuvent être caractérisés selon une combinaison de cinq aspects :
- Fonctionnel : réponse à un besoin
- Technique : respect des spécifications et des contraintes de mise en œuvre
- Organisationnel : respect d'un mode de fonctionnement (rôles, fonctions, culture, résistance au changement) de la structure cible
- Délais : respect des échéances (Planification, parfois appelé planning)
- Coûts : respect du budget

Une bonne pratique consiste à utiliser des objectifs « SMARTE » (Spécifique, Mesurable, Atteignable, Réaliste, Temporel, Éthique).

### Contrat
Un projet peut faire l'objet d'un contrat. Ce contrat peut être interne à l'entreprise dans le cas d'un développement lié à l'innovation, ou bien commercial sur la base d'un cahier des charges. Suivant le niveau de risque partagé, le contrat commercial est choisi entre plusieurs types et adapté par la négociation contractuelle. Pour exemples : le contrat forfaitaire clef en main, le contrat à l'avancement, le contrat à remboursement des coûts (cost reimbursement) qui peut inclure un bonus pour peines et soins (overhead).
Le contrat a pris une part tellement importante au sein des projets qu'une nouvelle discipline en est née: le contract management, ou gestion de contrat.

### Dynamique de groupe
En ce qui concerne l’aspect psychosocial de la gestion d’une équipe projet, Maders distingue cinq phases :
- L’étape d'observation correspond à la rencontre des membres d’une équipe projet.
- L’étape de cohésion doit permettre de constituer une équipe soudée.
- L’étape de différenciation permet de tirer parti des différences entre les membres de l’équipe.
- L’étape d'organisation utilise les techniques traditionnelles de la gestion de projet pour formaliser la gestion des ressources, planifier et contrôler le risque.
- L’étape de production décrit le fonctionnement effectif de l’équipe projet. C’est à ce niveau que les différentes théories du management et du leadership sont le plus pertinentes.

Par ailleurs, une sixième phase, dite post-project review, est également recommandée notamment en ce qui concerne les projets de conception de produits.

### Pluridisciplinarité
Les projets complexes requièrent souvent l'implication de plusieurs métiers et disciplines. Un enjeu majeur est alors de créer une équipe pluridisciplinaire, en faisant coopérer de façon étroite des experts capables de couvrir les besoins de l'ensemble des différentes directions composant une organisation juridique, marketing, informatique, technique, formation du personnel, organisation, logistique, communication, etc.

### Les 4 P de la gestion de projet
Les études récentes identifient les 4 P qui décrivent l'intégralité de la culture des équipes de projet :
1. Plan : il s'agit ici de tout ce qui concerne les activités de prévision liées au projet ;
2. Processus : comme il est bien expliqué dans le PMBOK (Project Management Body of Knowledge), les projets sont constitués en grande partie de processus prédéterminés et savamment articulés ;
3. Personnes : les personnes actives dans un projet sont souvent au cœur d'une grande quantité de problèmes rencontrés en cours d’exécution. La combinaison traître (dite « dreadful combination ») consiste en un plan de piètre qualité associé à des personnes incompétentes (hard skills et soft skills : dans leur métier de base et leurs attitudes/comportements) en ce qui concerne les tâches à accomplir et les rôles à remplir (effet Defecto) ;
4. Pouvoir : se réfère à tout ce qui a trait aux lignes hiérarchiques, aux décisions, aux organigrammes et aux politiques du projet[14],[15].

## Techniques de gestion de projet

### Activités de gestion de projet
La gestion de projet nécessite les groupes de processus suivants : le lancement, la planification, la mise en œuvre (c'est-à-dire la réalisation du projet), le contrôle ou la maîtrise (c'est-à-dire la supervision et le suivi) et la clôture (c'est-à-dire l'achèvement). Ces groupes de processus ne sont pas des phases séquentielles du projet, mais correspondent à des activités susceptibles de s'appliquer tout au long du cycle de vie. Ainsi, si par exemple une planification a lieu en début de projet, celle-ci peut se limiter aux grandes lignes et s'accompagner d'une planification par phase, voire par lot de travaux.
D'une manière générale, les activités avant de décider du lancement d'un projet peuvent comprendre les activités suivantes :
- établir un plan d'affaire par l'analyse précise du contrat. Il s'agit d'une pré-étude de rentabilité appelée cas d'affaires ou « Business Case » qui explique pourquoi faire le projet,
- cela permet d'écrire une note d'opportunité, elle montre en quoi le projet s'aligne sur la stratégie définie par la direction,
- définir un modèle d'affaire,
- inventorier les risques au préalable au métier et au projet qui va être lancé.

Une fois le projet décidé, les activités sont :
- planifier le projet dans le temps, ordonnancer les tâches, et piloter l'avancement,
- estimer les coûts et suivre le budget (étude préalable des coûts et avantages ou revenus attendus en contrepartie, des sources de financement, étude des risques projets, opérationnels et financiers et des impacts divers…),
- gérer et maîtriser les risques,
- atteindre le niveau de qualité souhaité,
- suivre des enjeux opérationnels et financiers importants
- organiser les avenants au contrat nécessaires pour couvrir les demandes de modifications.

Dès le lancement du projet il est indispensable de mettre en place les différents outils (tableau de bord, gestion des risques, planning, revue de projet, etc.) permettant de piloter le projet tout au long de sa durée de vie, afin d'en assurer le succès ou de préconiser son éventuel abandon.

### Technique de jalonnement
Le jalonnement consiste à identifier ou définir pour chaque étape un ou plusieurs jalons représentatifs de l'avancement du projet. Il permet de bien structurer le projet dans le temps en apportant des garanties au maître d’œuvre. Il facilite le suivi du calendrier et de la progression des travaux. C'est le plan des revues et audits qui organise la mesure de l'avancement et de la qualité.
Les jalons permettent de constater l'avancement du projet. Ils peuvent servir de points de contrôle (« project gate » en anglais) et conditionner l’engagement de la phase suivante. Les décisions actées lors de cette revue de changement de phase sont des éléments stables sur lesquelles peut être bâtie la suite du projet. Le jalonnement se préoccupe moins du contenu de chaque phase que de l’appréciation de son résultat, où le client (ou maître d’ouvrage) est amené à se prononcer.
Les jalons dépendent du cycle de vie du projet, par exemple :
- Phase préliminaire : la réflexion sur l’intérêt du projet en lui-même, en termes d’opportunité stratégique, suivant la manière dont se présente l’avenir.
- Jalon de lancement du projet : la direction de l'entreprise décide s’il y a lieu de lancer un projet spécifique (justifié par un retour sur investissement attendu, une contrainte réglementaire, etc.). Elle nomme alors un responsable, un chef de projet et une équipe. Elle leur alloue également un budget et des moyens matériels.
- Phase d’expression du besoin : la définition de ce que l’on attend (les fonctions attendues), le périmètre, ce sur quoi on va évaluer le projet, ce qui est important et ce qui l’est moins.
- Jalon de validation du besoin : le client valide l’expression de ses besoins (ainsi les évolutions dans l’approche des besoins pourront être tracées et justifieront d’éventuels ajustements du plan projet), ce sont les bases sur lesquelles le projet va être bâti.
- Phase de faisabilité : l’étude de ce qui est techniquement et économiquement faisable. Consultation des maîtres d’œuvres possibles, comparaison des propositions techniques et financières des réalisateurs possibles.
- Jalon du choix de la solution : signature du contrat qui précise ce qui sera fait et la manière de le faire.
- Phase de conception : le maître d’œuvre coordonne les travaux sur le « produit papier », pour préciser ce qui doit être fait jusqu’au dernier boulon.
- Jalon de lancement du chantier (éventuel) : quand le « produit papier » est suffisamment défini, on peut faire le point avant de lancer les travaux de réalisation.
- Phase de réalisation : le chantier est lancé, les travaux avancent pour transférer le « produit papier » dans le réel.
- Phase de vérification (qui peut commencer très tôt, sur le « produit papier ») : sur le produit réel ou sur le produit papier, on vérifie (ou on calcule) que les caractéristiques attendues sont bien au rendez-vous (avec les écarts éventuels, qu’il faut alors gérer).
- Jalon de qualification : après vérification, la définition de référence du produit est la bonne et ne sera plus modifiée (du moins, pas aussi facilement).
- Jalon de livraison (et recette) encore appelé acceptation : on remet le produit entre les mains du client, qui en devient propriétaire (et peut émettre des réserves sur les écarts constatés). C’est la fin du projet proprement dit.
- Phase d’exploitation, qui commence le plus souvent par la levée des réserves, et voit la fin de la relation contractuelle.

Quelques remarques complémentaires :
1. Les noms attribués aux jalons dépendent de la culture métier du projet.
2. La définition du jalon doit être sans ambiguïté et des critères observables ou mesurables doivent permettre de constater objectivement si le jalon est atteint.
3. Les phases et jalons peuvent être entremêlés, en particulier lorsque le jalon ne sert pas de point de contrôle. De façon exceptionnelle, ce peut aussi être le cas si la direction de projet décide en accord avec les parties impliquées de passer à la phase suivante en connaissance de cause, et que l'achèvement du jalon peut être reporté sans présenter de risques pour les étapes suivantes.

### Techniques de découpage de projets
Les projets peuvent être découpés en phases. Celles-ci correspondant alors à la succession des principales étapes nécessaires pour atteindre les objectifs. C'est un découpage avant tout chronologique. Chaque phase peut être découpée en sous-ensembles d’activités à fonction simple : les tâches. Chaque tâche est caractérisée par des matières premières, produits ou composants qui lui sont nécessaires : ce sont les intrants ou préalables (un document, une spécification, une machine mise à disposition, une norme, un opérateur formé et opérationnel, un jeu d’essai, etc.). La tâche fournit un ou plusieurs produits résultats, ce sont les objets sortants ou livrables (un logiciel, une plaquette publicitaire, un support de cours de formation, une fiche technique, etc.). Les livrables sortant d'une tâche peuvent servir d'intrant nécessaire à une autre tâche : il y a alors une dépendance entre les deux tâches.
Un projet peut également faire l'objet d'un découpage hiérarchique plus complexe. Une méthode communément utilisée est celle de l'organigramme des tâches du projet (OTP), également connue sous son appellation anglaise work breakdown structure (WBS).
Au plus haut niveau, ce découpage peut être chronologique (phases), calqué sur les produits/composants, ou encore organisationnel (par exemple: sites de production, métiers, départements),. Ces éléments sont alors eux-mêmes découpés en éléments plus simples, et ainsi de suite, jusqu'à atteindre un niveau de décomposition élémentaire approprié pour la planification et l'exécution des tâches. Le niveau le plus détaillé de cet organigramme correspond aux lots de travaux (« work package » en anglais) pour lesquels peuvent être définis les intrants nécessaires, les livrables attendus, les procédés, ainsi qu’une responsabilité confiée à une équipe ou une personne nommée (selon la taille du projet), et ceci au niveau de décomposition optimal nécessaire pour :
- identifier les activités élémentaires nécessaires
- maîtriser la durée de ces activités,
- déterminer les ressources requises,
- évaluer le coût.

La méthode de l'OTP est très flexible. Elle peut en effet être appliquée de façon statique, l'intégralité de l'OTP étant alors déterminé au début du projet, ou de façon dynamique, l'OTP initial se limitant aux premiers niveau de décomposition, et la décomposition plus détaillée étant réalisé phase par phase. Ce dernier mode d'application est appelé « élaboration progressive » et est particulièrement adapté aux projets innovants.
Une autre variante de la décomposition hiérarchique utilise la structure de décomposition du produit. Celle-ci consiste à décomposer le produit à réaliser par le projet en composants de plus en plus élémentaires. Le résultat est utilisé pour réaliser un diagramme de flux qui montre les dépendances du produit. Si nécessaire, un OTP peut en être dérivé.

### Techniques de planification et d'ordonnancement
Le planning est un outil permettant de suivre le déroulement du projet, de prioriser l'affectation des ressources humaines & financières et d'anticiper d'éventuelles mesures permettant de respecter les différents jalons, notamment par l'analyse du chemin critique, des chemins sous-critiques et des ressources disponibles.
L'ordonnancement consiste à déterminer le calendrier des tâches en tenant compte des dépendances entre les tâches des différentes étapes ou lots de travaux du projet, des contraintes de ces tâches, et des ressources nécessaires.
Parmi les techniques d'ordonnancement on peut citer par exemple :
- la méthode du chemin critique,
- la méthode de la chaine critique,
- la méthode PERT,
- la gestion par bloc de temps (aussi connue sous le terme « timeboxing »[19]).

## Démarches particulières

### Démarche par motif de conception
La gestion de projet est un art difficile dans lequel le chef de projet doit improviser au mieux. Aussi, pour diminuer les risques ou maintenir l’entropie du projet à un niveau raisonnable, l’expérience met en évidence des grands principes. Alan Davis a répertorié 201 principes qui s’appliquent aux projets logiciels.
Par ailleurs, James O. Coplien offre un aspect du phénomène de Gestion de Projet centré sur les pratiques. Une pratique est une mise en application formelle d’un principe qui est comparable à un motif de conception utilisé en développement logiciel. En ce sens, la méthode Extreme programming propose elle aussi des pratiques telles que :
- la Programmation en binôme,
- le Test Driven Development,
- … ainsi qu’une dizaine d’autres.

Ces pratiques viennent fournir des guides autour du découpage organisationnel choisi. Selon la méthode Agile, tout comme les Design Patterns logiciels peuvent être liés entre eux, les Design Patterns Organisationnels sont organisés entre eux sous la forme d’un graphe et ainsi un langage organisationnel. Ces motifs correspondent alors à des outils à la disposition du Chef de projet qui sont comparables aux gammes du musicien. Ce langage permet de choisir l’organisation (le motif) qu’il est possible d’intégrer dans l’équipe-projet.
Ce choix restreint s’explique par un phénomène similaire à la culture d'entreprise. En entreprise, le changement est la chose la plus difficile à gérer. L’entreprise en a besoin, les individus la rejettent. Bien que ce rejet s’explique par le principe de plaisir (qui est un principe d’économie d’énergie opinion méritant plus d'explications), on constatera que la gamme la plus agréable pour les personnes qui composent cette équipe consiste à réaliser les transitions les plus simples possibles[réf. nécessaire].
Ainsi, tout comme il faut peu de lignes de code pour passer du Singleton au Design Pattern Factory, le passage de la pratique programmation en binôme nécessite peu d’effort pour obtenir la pratique Appropriation collective du code (le code appartient à tout le monde).

### Management de projet par enjeux
C'est une méthode employée afin de conduire un projet, non pas en se centrant sur la planification et la réalisation de tâches, mais en se focalisant sur le sens et la finalité du projet : les enjeux. Cette méthode est particulièrement adaptée pour des projets d'innovation et notamment lorsque les technologies utilisées et les besoins marchés sont en perpétuelle évolution[réf. nécessaire].
Un à trois enjeux maîtres ou leaders doivent être déterminés par l'équipe du projet pour donner le sens global du projet. On génère ensuite les enjeux amonts qui sont les finalités successives qui permettront d'atteindre l(es)'enjeu(x) maître(s).

## Cycles de vie de projet
Le cycle de vie de projet correspond à l'organisation des phases et des tâches de la réalisation des produits. Il dépend de l'industrie et des métiers pour lesquels la gestion de projets est appliquée ainsi que des procédés de production choisis.

### Modèle en cascade
Le modèle en cascade correspond à un découpage linéaire et séquentiel d'un projet. La succession des étapes répond à une logique de spécialisation des tâches.
En informatique, dans le domaine du développement de logiciels ce modèle comprend habituellement la succession de phases : expression des besoins (ou exigences), analyse, conception, programmation, tests, et mise en service. Une variante comporte une phase de planification en amont. Le terme « programmation » est souvent remplacé par « réalisation », « mise en œuvre » ou « implémentation » pour tenir compte des autres activités nécessaires à la réalisation des logiciels. Chaque étape définit de plus des livrables utilisés dans les phases suivantes.
Cette méthode est controversée en raison de la difficulté d'une planification réaliste en amont du projet, et du risque de constater en aval lors des tests que le logiciel ne répond pas au besoin réel. Ironiquement, l'article qui a popularisé cette méthode en soulignait en fait les principaux risques et appelait à cinq améliorations du modèle pour prendre en compte le caractère itératif des étapes successives et en particulier de l'élaboration des besoins avec la conception.

### Cycle en V
Le découpage du projet en phases est une méthode communément employée à partir des années 1980 pour conduire un projet à son terme en respectant les impératifs de qualité, coût et délai.
Chaque phase est accompagnée d’une revue de fin d’étape (souvent contractuelle) destinée à formaliser la validation de la phase écoulée avant de passer à la phase suivante. Les phases de la partie montante (validation) renvoient chacune à la phase en vis-à-vis de la partie descendante (conception), de façon que le niveau de détail de la phase de validation corresponde précisément au niveau de détail de la phase de conception (par exemple, les tests d'intégration sont liés aux spécifications techniques).

### Modèles agiles
L'avènement des méthodes agiles a donné lieu a des cycles de vie itératifs et incrémentaux. Le découpage des phases ne se fait alors plus par spécialisation des tâches (contrairement au modèle en cascade ou du cycle en V), mais par versions successives du produit, chaque version correspondant à un niveau de maturation du produit.
Les besoins ne sont alors plus identifiés de façon intégrale et exhaustive en début de projet, mais sont identifiés dans les grandes lignes, puis approfondis ou affinés au cours de l'avancement du projet, de façon dynamique et en étroite collaboration avec les utilisateurs (élaboration progressive). Les cycles de vie de projets agiles utilisent fréquemment une gestion par bloc de temps pour les itérations successives.
Le retour sur temps investi (ROTI) est une mesure pour évaluer l'efficacité de l'exécution des méthodes agiles. Le développement de logiciels fonctionne souvent sous contraintes de temps, faisant du ROTI un atout précieux. Des pratiques de gestion de projet efficaces maximisent le ROTI en s'assurant que le temps consacré conduit à des résultats réussis. Le suivi du ROTI permet aux collaborateurs d'identifier les goulots d'étranglement et de redfinir l'allocation du temps pour améliorer la performance globale.

### Modèle étude - conception - réalisation

#### Étape d'étude préliminaire (ou préalable dite aussi de faisabilité ou encore d’opportunité)
À ce stade, le but est de déterminer les objectifs du projet c’est-à-dire de définir ce qui sera inclus dans les objectifs du projet.
L’objectif de la gestion de projet doit être précisé de façon claire, chiffrée et datée. Le résultat doit être conforme à des normes de qualité et de performances prédéfinies, pour le moindre coût et dans le meilleur délai possible.
D’une part, on estime si les bénéfices attendus seront en proportion des investissements engagés et du coût prévisionnel du projet. Pour de nombreux projets, on détermine ainsi le retour sur investissement escompté (ou plus exactement : payback). Il faut toutefois noter que tous les projets ne visent pas forcément à atteindre un profit financier : on peut lancer un projet dans le but d’améliorer le service aux usagers d’une administration, ou pour améliorer le climat social d’une entreprise — dans ces cas, le retour sur investissement n’est pas nécessairement quantitatif.
D’autre part, l’étude de faisabilité détermine également si l’organisation est bien en mesure de mener le projet à son terme. On cherche en particulier à savoir si elle dispose des compétences, des ressources et des fonds nécessaires.
On analyse :
- les risques de faire : quelles sont les difficultés auxquelles il faut s’attendre dans le déroulement du projet et les moyens de les prévenir,
- et les risques de ne pas faire : quels sont les enjeux pour l’entreprise ou l’organisme si le projet n’était pas lancé et mené à terme.

Le projet n’est véritablement lancé que si cette première phase est concluante.

#### Étape de lancement ou initialisation
Cette phase d'initialisation est l’occasion de définir :
- l’organisation du projet, c’est-à-dire :
  - la composition de l’équipe de projet à mobiliser,
  - les différents experts à solliciter, le cas échéant la sous-traitance à laquelle faire appel,
  - le chef de projet ou directeur de projet à nommer, la lettre de mission à rédiger,
  - le comité de pilotage à constituer,
- le planning des tâches à réaliser avec leur ordonnancement, leur durée, leur affectation de ressources et les moyens techniques nécessaires, les différents jalons (Diagramme de Gantt, PERT),
- l’environnement technique éventuel à préparer,
- le budget du projet à engager,
- les moyens de contrôler les résultats.

Comme un projet est, par définition, une innovation apportée à l'organisation, il est soumis à de nombreuses inconnues. Ses différentes composantes (planning, tâches, ordonnancement, etc.) doivent donc être réévaluées régulièrement pour les faire évoluer, mais également pour garantir que le projet reste justifié par rapport à l'évaluation qui en a été faite initialement (retour sur investissement, importance des risques, etc.).

#### Étape d'étude générale et étude détaillée (ou spécifications)
Le but de cette phase est de concevoir ou de spécifier ce qui doit être réalisé ou fabriqué pour atteindre l’objectif (on rédige éventuellement un cahier des charges). Ces études associent la maîtrise d'ouvrage et la maîtrise d'œuvre.
On parle parfois d’expression de besoins ou de spécifications générales lorsque ces livrables sont « fonctionnels » et exprimés par les utilisateurs, et on réserve alors le vocable de spécifications (ou spécifications détaillées) à des documents plus techniques, ou en tout cas qui détaillent plus le fonctionnement interne du logiciel (dans le cas d'un projet informatique par exemple) attendu.

#### Étape de recherche et détermination de solutions pour le gestionnaire de projet
Cette phase consiste à étudier différentes solutions ou architectures techniques et fonctionnelles en fonction de contraintes de compétences, d’équipement, de délais ainsi que des aspects financiers et de commercialisation. Les choix doivent être ensuite validés par la réalisation de maquettes ou de prototypes et éventuellement la mise sur un marché test. Les écarts mesurés permettent de rectifier les choix.
Dans les projets informatiques, cette phase prend en compte les préoccupations d’urbanisation et d’architecture.
Lors d’un choix de solution existante sur le marché (cas des progiciels notamment), cette phase s’articule autour d’un appel d'offres.

#### Étape de réalisation et contrôle ou fabrication
C’est lors de cette phase que le projet est réalisé ou fabriqué, c’est-à-dire que les tâches permettant de mettre en œuvre le nouveau produit, bien ou service, sont réalisées. Dans les projets informatiques, c’est cette phase qui permet la construction du logiciel.
Pour contrôler l’avancement de ces tâches et le respect des délais on utilise des outils de gestion de projet notamment des logiciels qui permettent, en cas de retard ou dépassement des délais, de planifier à nouveau la suite du projet.
Dans cette phase sont également réalisés les tests : tests unitaires, tests d'intégration, tests système.

#### Étape d'analyse des recettes
Dès la mise à disposition ou la réception du livrable, il est nécessaire de procéder à des vérifications de manière à contrôler la conformité du résultat fabriqué avec la commande qui avait été passée lors des spécifications. Les contrôles s’effectuent sous forme de tests d'acceptation rigoureux à partir des cahiers de tests qui ont été préparés.
À l’issue de la phase de recette est signé un procès-verbal de réception définitive.
Selon la complexité du projet, des séquences de vérification globale peuvent s’avérer nécessaires.
Lorsqu’il a été fait appel à une sous-traitance, la fin de la recette marque une étape importante car elle déclenche la période de garantie juridique pendant laquelle le demandeur peut se retourner contre son prestataire.

#### Étape de diffusion ou déploiement
Le produit est mis à disposition du marché ou des utilisateurs, c’est ici qu’entre en action la politique de communication et d’une manière plus générale ce qu’on désigne par l’accompagnement du changement.
À cette étape, le projet est terminé, et son résultat (produit, service, changement d'organisation, etc.) entre en phase d'exploitation. La responsabilité du résultat du projet est rétrocédée à la direction (commanditaire du projet), qui doit organiser l'après-projet :
- les équipes projet sont réassignées à de nouvelles tâches
- le support du produit du projet est confié aux équipes opérationnelles[27]

#### Étape de suivi des performances et de la qualité
Les outils de suivi ont été établis dès la préparation du projet, en même temps qu’ont été définis les objectifs de performance et de qualité.

#### Post-project reviewouPPR
Il existe trois avantages principaux à la revue après-projet. Premièrement, l'apprentissage d'après les précédents projets peut aider à se prémunir contre la répétition d'erreurs déjà commises. Autre avantage, la dissémination des leçons apprises est importante et le PPR représente une autre méthode complémentaire, avec ses propres avantages, aux bases de données et aux rotations du personnel. Enfin, les PPR contribuent au processus d'amélioration continue de l'entreprise.
De nombreux facteurs intervenant dans la mise en œuvre du PPR vont influencer son efficacité, notamment en ce qui concerne le partage de connaissance. Il a été notamment relevé que le timing, les participants choisis, le lieu, la présence d'un modérateur, la durée, le sujet discuté, les actions prises pour stimuler la génération de connaissance, la documentation utilisée et les méthodes de dissémination des connaissances acquises pouvaient positivement influencer l'effet des post-project reviews.

## Problèmes courants en gestion de projet

### Gestion des risques et opportunités
La gestion des risques consiste à s'assurer que tous les risques importants sont maîtrisés. Pour ne pas oublier de traiter un risque on procède à leur recensement (portefeuille de risques). La synthèse du recensement est le tableau de bord des risques du projet. L'établissement d'un tableau de bord synthétique des risques du projet est utilisé pour suivre la progression dans le traitement des risques.
Pour une méthode purement comptable, la démarche consiste à séparer les risques en non-probabilisables et probabilisables. Les probabilisables sont catégorisés, via des approches avancées ou élémentaires comme l'AMDEC et le diagramme de Farmer. Cela consiste à définir les niveaux de risque, suivre les évolutions de niveau de risque et les éventuels nouveaux risques apparus lors de la réalisation du projet afin de prioriser les actions à mener pour la mitigation des risques. C'est une aide à la prise de décision du chef de projet, de son responsable hiérarchique, des auditeurs, des managers des risques, de la direction et éventuellement des juges ou de la haute autorité chargée de l'administration du secteur métier concerné si elle existe.
L'analyse de risque consiste à définir une sévérité des risques. En fonction de cette sévérité, un choix de réponse aux risques est effectuée. Ce choix peut être de ne rien faire, ou décider de mise en place de plan d'actions :
- Actions préventives qui ont pour but de supprimer le risque.
- Actions correctives qui ont le mérite de réduire l'impact lors de survenance d'un risque.

Un des écueils fréquents est d'oublier la notion d'opportunités dans les projets. Les risques peuvent avoir un impact négatif, il sera alors question de menace, ou positif, il sera alors question d'opportunité.
La gestion des opportunités est réalisée selon les mêmes modalités que pour les risques.

### Principaux problèmes de réalisation
Parmi les problèmes souvent rencontrés en gestion de projet, figurent les dépassements de délais et de budget. Selon une étude conduite annuellement par le Standish Group, seulement 16,2 % des projets informatiques aux États-Unis respectent les délais, les budgets et les spécifications. En revanche, 52,7 % des projets sont en dépassement de leur budget, de leur délai d’achèvement et/ou ne respectent pas les spécifications. Il y a même 31,1 % d’abandons. La situation est semblable dans le bâtiment et les travaux publics où les dérives sont nombreuses. Une étude de Flyvbjerg et al. constate de même une fréquence très élevée des dépassements tant pour le planning que pour le budget dans les secteurs du bâtiment et des travaux publics.
| Dépassements               | Routes   | Ponts et tunnels | Énergie  | Voies ferrées | Barrages | Logiciels | Jeux olympiques |
| Dépassements budgétaires   | 20%      | 34%              | 36%      | 45%           | 90%      | 107%      | 156%            |
| Fréquence des dépassements | 9 sur 10 | 9 sur 10         | 6 sur 10 | 9 sur 10      | 7 sur 10 | 5 sur 10  | 10 sur 10       |
| Retards de livraison       | 38%      | 23%              | 38%      | 45%           | 44%      | 37%       | 0%              |
| Durée en années            | 5,5      | 8,0              | 5,3      | 7,8           | 8,2      | 3,3       | 7,0             |

De nombreuses recherches cherchent à identifier les causes d'échec. Elles seraient multiples : cadrage ou spécifications incomplètes ou imprécises, sous-estimation des charges et des délais, des difficultés techniques imprévues, des manques de ressources, de coordination, de l'effet green light où chaque sous-projet donne son feu vert alors que globalement cela ne fonctionne pas. Mais malgré tous les efforts déployés, la Loi de Hofstadter s’applique : « un projet prend toujours plus de temps qu'on ne le croit, même en prenant en compte la loi de Hofstadter ». Une autre conceptualisation du processus projet qui évite un découpage analytique précis des phases du projet, serait nécessaire compte tenu des graves limites constatées. Ce genre de développement est espéré depuis longtemps, avec quelques pistes de résolution qualitatives.
Il ne faut absolument pas oublier l'aspect humain et communication. Les intervenants dans le projet doivent adhérer à son objectif et s'y raccrocher tout le long du projet, dans le but de ne pas s'éparpiller dans différents objectifs. De plus, il est nécessaire de communiquer, sous diverses formes, aux diverses étapes du projet, y compris avec les personnes indirectement concernées. Les compétences du chef de projet comme leader sont alors indispensables pour augmenter le succès d'un projet.

### Vigie du projet
Le Directeur de projet ou le chef de projet sont par nature responsables de la réussite du projet, c'est-à-dire de l'atteinte des objectifs dans le planning et le budget annoncés. De ce fait, il leur est difficile d'être à la fois « dehors » et « dedans », d'avoir la distance nécessaire à une vision totalement objective de l'avancement du projet dans son ensemble.
Pour accompagner le directeur de projet ou le chef de projet dans la réussite de son projet, une nouvelle fonction a été progressivement développée d'abord au Canada : la « vigie du projet »[réf. nécessaire].
Son rôle est de :
- valider l'ensemble des outils de suivi et de reporting du projet
- valider la gouvernance du projet sur proposition du directeur de projet ou du chef de projet et en assurer une coanimation avec le Directeur de projet ou le chef de projet
- s'assurer de la cohérence des points de vue des acteurs, sponsors et utilisateurs
- régulièrement vérifier la bonne cohésion de l'équipe projet
- valide le plan de communication autour du projet
- accompagner le Directeur de projet ou le Chef de projet dans une relation non hiérarchique pour l'aider à identifier les points critiques, trouver les solutions et mener les actions nécessaires.

## Comparaison des modèles
Il existe un corpus de normes, méthodes et modèles présentant les meilleures pratiques.
Parmi les différents modèles de maturité en gestion des projets, nous retrouvons certaines caractéristiques communes[réf. nécessaire] :
- Définition des échelles de maturité (5 niveaux pour la plupart d’entre eux).
- Rapprochement des concepts issus du PMBOK avec les niveaux de maturité décrits par le CMMI.
- Regroupement des processus par domaines (à ces processus correspondent des meilleures pratiques à mettre en œuvre pour prétendre passer au niveau de maturité suivant).
- L’évolution vers un niveau n+1 n’est possible qu’à condition d’avoir rempli tous les objectifs de niveau n.

## Liste des items gérés en gestion de projet

### Fondamentaux
- Coûts, délais, risques, documentation, actions, documentation de revues,
- L'organigramme technique, la gestion des signatures au contrat et des délégations de responsabilités de toute l'équipe industrielle.
- L'arbre produit (Product tree) ou nomenclature, le découpage des tâches (Work breakdown structure), l'inventaire (Inventory) de tous les livrables.

### Spécifiques
Dans l'industrie spatiale européenne, le contrôleur de projet gère :
- La prévision à fin d'affaire (PFA) (ou Estimate at completion) pouvant inclure suivant le type de contrat : le chiffre d'affaires, la provision pour risque et la marge.
- L'administration contractuelle et notamment les avenants au contrat (prise de commande). Il assure les liens avec les auditeurs représentant le client.
- Les besoins financiers en devises.
- L'émission des factures au niveau système. Il approuve les factures au niveau de chaque sous-système en fonction de l'état d'avancement et du sous-contrat.
- Les budgets de masse, thermique, ergols, de puissance (panneaux solaires et batteries), etc.
- L'annuaire du projet (ou Directory) et les différentes listes de diffusion contractuelles.
- Les éventuels brevets.